# L'assassinio di Trotsky
L'assassinio di Trotsky (The Assassination of Trotsky) è un film del 1972 diretto da Joseph Losey.
È basato su vicende realmente accadute riguardanti l'assassinio di Lev Trockij, avvenuto a Coyoacán (Città del Messico) il 21 agosto 1940.

## Trama
Nel 1929, il regime stalinista espelle Lev Trockij dall'Unione Sovietica. Inizia così il suo esilio, che lo porterà in Messico all'inizio del 1937, accolto dal presidente messicano Lázaro Cárdenas del Río. Trockij rimane molto attivo nell'opporsi a Iosif Stalin, e per questo è nel mirino dell'NKVD, il Commissariato del popolo per gli affari interni. La presenza di Trockij in Messico divide i militanti e simpatizzanti comunisti fra sostenitori del dissidente e strenui oppositori che vorrebbero, come l'NKVD, eliminarlo.
Un primo attentato alla sua vita ha luogo una notte di fine maggio del 1940: un gruppo armato, con false divise, coordinato dal pittore messicano David Alfaro Siqueiros, fa irruzione nella dimora di Trockij facendo fuoco ripetutamente: l'attentato tuttavia fallisce poiché la vittima designata e sua moglie Natalia riescono a nascondersi.
Intanto, Ramón Mercader, un sicario ingaggiato e addestrato dall'NKVD, utilizzando il falso nome di Frank Jackson si infiltra in casa di Trockij grazie alla sua relazione con Gita Samuels, la segretaria del politico sovietico. Nell'agosto del 1940 Mercader riesce ad avvicinare Trockij e lo colpisce al capo con una piccozza che aveva nascosto. Trockij muore in ospedale il giorno dopo, mentre Mercedes viene arrestato e cade in uno stato di semipazzia, senza rivelare la sua vera identità.

## Produzione
Le riprese sono state girate in Messico e in Italia, a Roma.

## Curiosità
- Nel 1978 il film è stato inserito nella lista dei 50 peggiori film di sempre nel libro The Fifty Worst Films of All Time.